# Dominic Lieven

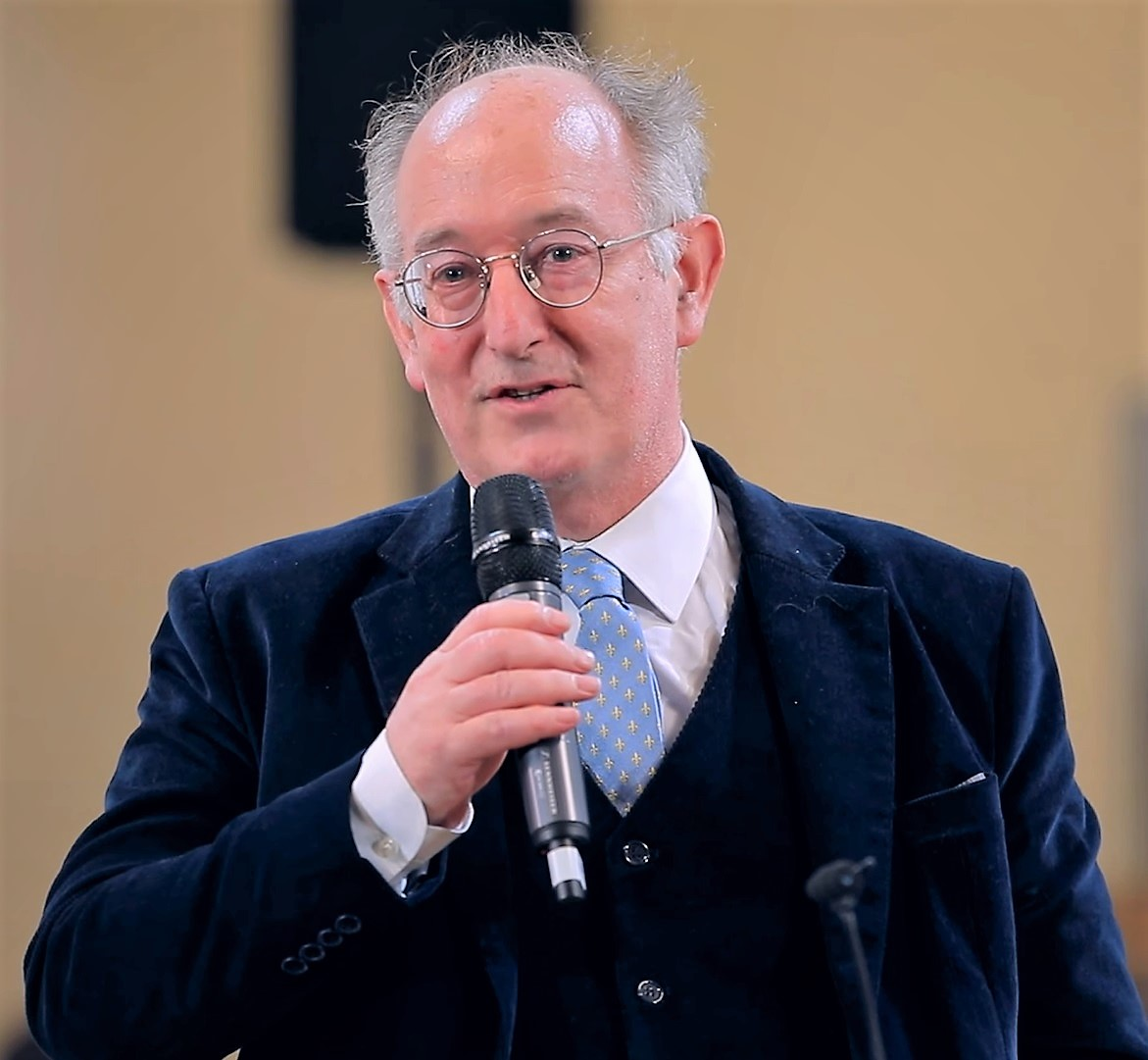
Dominic Lieven, 2020

Dominic Cristoph Bogdan Lieven  (* 19. Januar 1952) ist ein britischer Osteuropahistoriker.

## Leben
Dominic Lieven stammt aus einem nach der Oktoberrevolution nach England emigrierten Zweig der deutsch-baltischen Familie Lieven. Sein Vater war der BBC-Journalist Alexander Lieven, zu seinen Geschwistern gehören die Psychologin Elena Lieven und der Politikwissenschaftler Anatol Lieven. Er besuchte die katholische Downside School in Stratton-on-the-Fosse und studierte Geschichte am Christ’s College der University of Cambridge, danach erhielt er 1973/74 ein Kennedy-Stipendium für die Harvard University.
Seit 1978 arbeitet Lieven an der London School of Economics and Political Science (LSE), die ihn 1993 zum Professor für Russische Studien berief. Er wurde als Gastdozent an die Universität Tokyo und an die Harvard-Universität eingeladen, sowie als Humboldt Fellow nach Deutschland, wo er in Göttingen und München forschte. Er ist Fellow of the British Academy (seit 2001) und Fellow des Trinity College (Cambridge). 2019 wurde er zum auswärtigen Mitglied der Russischen Akademie der Wissenschaften gewählt.
Für seine Untersuchung Russia Against Napoleon wurde Lieven 2009 mit dem Wolfson History Prize ausgezeichnet.

## Schriften
- Russia and the Origins of the First World War. New York: St. Martin’s Press, 1983
- Russia’s Rulers under the Old Regime. New Haven: Yale University Press, 1989
- The Aristocracy in Europe 1815/1914. New York: Columbia University Press, 1993
  - Abschied von Macht und Würden. Der europäische Adel 1815–1914. Aus dem Englischen übersetzt von Walter Brumm. S. Fischer, Frankfurt am Main 1995.
- Nicholas II. New York: St. Martin’s Press, 1994
- Empire. The Russian Empire and its Rivals. New Haven, Conn.: Yale University Press, 2001
- Russia Against Napoleon. The Battle for Europe, 1807 to 1814. New York: Viking, 2010
  - Russland gegen Napoleon. Die Schlacht um Europa. Aus dem Englischen übersetzt von Helmut Ettinger. Bertelsmann, München 2011
- Towards the Flame: Empire, War and the End of Tsarist Russia. Allen Lane, 2015